# Monika Wissel
Monika Wissel (* 31. Juli 1944 in Berlin) ist eine ehemalige deutsche Kommunalpolitikerin (SPD).

## Werdegang
Wissel schloss ihre berufliche Ausbildung 1966 als Diplombibliothekarin ab. Anschließend arbeitete sie bis 1988 in der Stadtbücherei Tempelhof und war dort zuletzt Leiterin des Amtes Büchereiwesen.
Ihre politische Laufbahn begann sie 1971 mit dem Beitritt zur SPD Charlottenburg. 1979 wurde sie erstmals in die Bezirksverordnetenversammlung des West-Berliner Bezirks Charlottenburg gewählt. Dort übernahm sie später den Vorsitz der SPD-Fraktion. 1988 wurde sie zur Bezirksstadträtin für Wirtschaft und Finanzen gewählt, ein Jahr später zur ersten Bezirksbürgermeisterin. Das Amt hatte sie bis zur Fusion des Bezirks mit dem Nachbarbezirk Wilmersdorf zum Bezirk Charlottenburg-Wilmersdorf am 1. Januar 2001 inne.

## Ehrungen
- 2005: Verdienstkreuz am Bande der Bundesrepublik Deutschland